# Доманико
Доманико (итал. Domanico) је насеље у Италији у округу Козенца, региону Калабрија.
Према процени из 2011. у насељу је живело 590 становника. Насеље се налази на надморској висини од 749 м.

## Становништво
| 1951. | 1961. | 1971. | 1981. | 1991. | 2001. | 2011. |
| ----- | ----- | ----- | ----- | ----- | ----- | ----- |
| 1.800 | 1.338 | 1.101 | 943   | 1.006 | 926   | 943   |